# ديكر أوغلبي
ديكر أوغلبي (الاسم العلمي: Cephalophus ogilbyi) ظبي صغير وجد في سيراليون، ليبيريا، غانا، جنوب شرق نيجيريا، جزيرة بيوكو في غينيا الاستوائية والغابون.

## اقرأ كذلك
- قائمة مزدوجات الأصابع حسب العدد